# Bob Talamini
Robert Guy Talamini (Louisville, 8 de janeiro de 1939 – 30 de maio de 2022) foi um jogador profissional de futebol americano estadunidense.

## Carreira
Bob Talamini foi campeão do Super Bowl III jogando pelo New York Jets.

## Morte
Talamini morreu em 30 de maio de 2022, aos 83 anos de idade.